# Eudorico da Rocha Junior
Eudorico da Rocha Junior (Lapa, Paraná, 30 de novembro de 1915 – 26 de novembro de 2004) foi um médico brasileiro.
Graduado pela Faculdade de Medicina da Universidade do Brasil em 1941. Foi eleito membro da Academia Nacional de Medicina em 1963, sucedendo Jaime Poggi de Figueiredo na Cadeira 40, cadeira da qual é patrono.